# Anthaxia callicera
Anthaxia callicera es una especie de escarabajo del género Anthaxia, familia Buprestidae. Fue descrita científicamente por Gerstäcker en 1884.